# Buch (Gemeinde Klein Sankt Paul)
Buch ist eine Ortschaft in der Gemeinde Klein Sankt Paul im Bezirk Sankt Veit an der Glan in Kärnten (Österreich). Die Ortschaft hat 9 Einwohner (Stand 1. Jänner 2024). Sie liegt nicht auf dem Gebiet der Katastralgemeinde Buch, sondern auf dem Gebiet der Katastralgemeinde Dullberg.

## Lage
Die Ortschaft liegt östlich von Kitschdorf, an den westlichen Hängen der Saualpe. Erreichbar ist sie über den Katschniggraben. In der Ortschaft werden folgende Hofnamen geführt: Oberer Liegl (Nr. 1), Galle (Nr. 3), Zöhrer (Nr. 5).

## Geschichte
Der Ort wurde zwischen 1188 und 1200 erstmals, als Puoche, genannt. Der Ortsname weist auf einen Buchenwald hin. Auf dem Gebiet der Steuergemeinde Dullberg liegend, gehörte die Ortschaft in der ersten Hälfte des 19. Jahrhunderts zum Steuerbezirk Wieting. Bei Gründung der Ortsgemeinden im Zuge der Reformen nach der Revolution 1848/49 kam Buch an die Gemeinde Wieting. Seit der Gemeindestrukturreform 1973 gehört Buch zur Gemeinde Klein Sankt Paul.

## Bevölkerungsentwicklung
Für die Ortschaft zählte man folgende Einwohnerzahlen:
- 1869: 5 Häuser, 45 Einwohner[3]
- 1880: 5 Häuser, 38 Einwohner[4]
- 1890: 5 Häuser, 37 Einwohner[5]
- 1900: 4 Häuser, 23 Einwohner[6]
- 1910: 3 Häuser, 24 Einwohner[7]
- 1923: 3 Häuser, 28 Einwohner[8]
- 1934: 25 Einwohner[9]
- 1951: 24 Einwohner[10]
- 1961: 3 Häuser, 19 Einwohner[11]
- 1971: 15 Einwohner[10]
- 1981: 16 Einwohner[10]
- 1991: 13 Einwohner[10]
- 2001: 3 Gebäude (davon 3 mit Hauptwohnsitz) mit 3 Wohnungen; 10 Einwohner und 0 Nebenwohnsitzfälle; 3 Haushalte; 0 Arbeitsstätten, 3 land- und forstwirtschaftliche Betriebe[12]
- 2011: 3 Gebäude, 11 Einwohner, 2 Haushalte, 0 Arbeitsstätten[13]
- 2021: 4 Gebäude, 9 Einwohner, 3 Haushalte, 3 Arbeitsstätten[14]